# Elena Posevina
Elena Aleksandrovna Posevina (in russo Елена Александровна Посевина?; Tula, 13 febbraio 1986) è una ginnasta russa, vincitrice della medaglia d'oro nel concorso a squadre di ginnastica ritmica alle olimpiadi di Atene e di Pechino.

## Palmarès
- Giochi olimpici estivi

Atene 2004: oro nel concorso a squadre.
Pechino 2008: oro nel concorso a squadre.
- Campionati mondiali di ginnastica ritmica

2007 - Patrasso: oro nel concorso a squadre e nei concorso 5 funi e 3 cerchi, 2 clavette.